# Liste der State-, U.S.- und Interstate-Highways in Alabama
Dies ist eine Aufstellung von State Routes, U.S. Highways und Interstates im US-Bundesstaat Alabama.

## State Routes

### Gegenwärtige Strecken
- Alabama State Route 5: Thomasville - Natural Bridge
- Alabama State Route 9
- Alabama State Route 10
- Alabama State Route 13
- Alabama State Route 14: Mississippi Staatsgrenze - Opelika
- Alabama State Route 17: Mobile - Tennessee Staatsgrenze
- Alabama State Route 18: Mississippi Staatsgrenze - AL 69 südlich von Oakman
- Alabama State Route 19
- Alabama State Route 20
- Alabama State Route 21: Florida Staatsgrenze - Piedmont
- Alabama State Route 22: Safford - Georgia Staatsgrenze
- Alabama State Route 23
- Alabama State Route 24
- Alabama State Route 25
- Alabama State Route 26
- Alabama State Route 27
- Alabama State Route 28
- Alabama State Route 30
- Alabama State Route 32
- Alabama State Route 33
- Alabama State Route 34
- Alabama State Route 35
- Alabama State Route 36
- Alabama State Route 37
- Alabama State Route 39
- Alabama State Route 40
- Alabama State Route 41: Florida Staatsgrenze - Selma
- Alabama State Route 44
- Alabama State Route 46
- Alabama State Route 47: Awin - Mexia
- Alabama State Route 48
- Alabama State Route 49: Franklin - Talladega National Forest
- Alabama State Route 50
- Alabama State Route 51
- Alabama State Route 52: Opp - Geneva
- Alabama State Route 53
- Alabama State Route 54
- Alabama State Route 55
- Alabama State Route 56: Mississippi Staatsgrenze - Wagerville
- Alabama State Route 59: Gulf Shores - Uriah
- Alabama State Route 60
- Alabama State Route 61
- Alabama State Route 62
- Alabama State Route 63
- Alabama State Route 64
- Alabama State Route 65
- Alabama State Route 66: Linden - Safford
- Alabama State Route 67
- Alabama State Route 68
- Alabama State Route 69: Jackson - Guntersville
- Alabama State Route 70
- Alabama State Route 71
- Alabama State Route 73
- Alabama State Route 74
- Alabama State Route 75
- Alabama State Route 76
- Alabama State Route 77: LaFayette - Attalla
- Alabama State Route 79
- Alabama State Route 81: Notasulga - Tuskegee
- Alabama State Route 83: Evergreen - Midway
- Alabama State Route 85
- Alabama State Route 86: Mississippi Staatsgrenze - Gordo
- Alabama State Route 87
- Alabama State Route 88
- Alabama State Route 89
- Alabama State Route 91
- Alabama State Route 92
- Alabama State Route 93
- Alabama State Route 94
- Alabama State Route 95
- Alabama State Route 96
- Alabama State Route 97
- Alabama State Route 99
- Alabama State Route 100: Andalusia - Andalusia
- Alabama State Route 101
- Alabama State Route 102
- Alabama State Route 103
- Alabama State Route 104: Robertsdale - Montrose
- Alabama State Route 105
- Alabama State Route 106
- Alabama State Route 107
- Alabama State Route 108
- Alabama State Route 109
- Alabama State Route 110
- Alabama State Route 111
- Alabama State Route 113: Florida Staatsgrenze - Barnett Crossroads
- Alabama State Route 114
- Alabama State Route 115: Kellyton - Kellyton
- Alabama State Route 116
- Alabama State Route 117
- Alabama State Route 118
- Alabama State Route 119
- Alabama State Route 120
- Alabama State Route 122
- Alabama State Route 123
- Alabama State Route 124: Townley - Jasper
- Alabama State Route 125
- Alabama State Route 126
- Alabama State Route 127
- Alabama State Route 128
- Alabama State Route 129
- Alabama State Route 130
- Alabama State Route 131
- Alabama State Route 132
- Alabama State Route 133
- Alabama State Route 134: Opp - Columbia
- Alabama State Route 135: Gulf Shores - Gulf Shores
- Alabama State Route 136: Monroeville - Excel
- Alabama State Route 137
- Alabama State Route 139
- Alabama State Route 140
- Alabama State Route 141
- Alabama State Route 142
- Alabama State Route 143
- Alabama State Route 144
- Alabama State Route 145
- Alabama State Route 146
- Alabama State Route 147
- Alabama State Route 148
- Alabama State Route 149: Mountain Brook - Homewood
- Alabama State Route 150
- Alabama State Route 151
- Alabama State Route 152: Montgomery - Montgomery
- Alabama State Route 153
- Alabama State Route 154: Coffeeville - Thomasville
- Alabama State Route 155
- Alabama State Route 156: Jachin - Pennington
- Alabama State Route 157
- Alabama State Route 158: Kushla - Saraland
- Alabama State Route 159: Gordo - Fayette
- Alabama State Route 160
- Alabama State Route 161: Orange Beach - Orange Beach
- Alabama State Route 162
- Alabama State Route 163: Hollingers Island - Mobile
- Alabama State Route 164
- Alabama State Route 165
- Alabama State Route 166
- Alabama State Route 167
- Alabama State Route 168
- Alabama State Route 169
- Alabama State Route 170
- Alabama State Route 171
- Alabama State Route 172
- Alabama State Route 173
- Alabama State Route 174
- Alabama State Route 175: Sprott - Heiberger
- Alabama State Route 176
- Alabama State Route 177: Jackson - Jackson
- Alabama State Route 178
- Alabama State Route 179
- Alabama State Route 180: Fort Morgon - Orange Beach
- Alabama State Route 181
- Alabama State Route 182: Pine Beach - Florida Staatsgrenze
- Alabama State Route 183
- Alabama State Route 184
- Alabama State Route 185: Greenville - Logan
- Alabama State Route 186
- Alabama State Route 187
- Alabama State Route 188: Grand Bay - Alabama Port
- Alabama State Route 189
- Alabama State Route 191
- Alabama State Route 192
- Alabama State Route 193: Dauphin Island - Tillmans Corner
- Alabama State Route 195
- Alabama State Route 196
- Alabama State Route 197
- Alabama State Route 198
- Alabama State Route 199: Tuskegee - Notasulga
- Alabama State Route 200
- Alabama State Route 201
- Alabama State Route 202
- Alabama State Route 203
- Alabama State Route 204
- Alabama State Route 205
- Alabama State Route 207
- Alabama State Route 208
- Alabama State Route 210
- Alabama State Route 211
- Alabama State Route 212
- Alabama State Route 213: Eight Mile - Saraland
- Alabama State Route 215: Tuscaloosa - Cottondale
- Alabama State Route 216
- Alabama State Route 217: Eight Mile - Citronelle
- Alabama State Route 219
- Alabama State Route 221
- Alabama State Route 223
- Alabama State Route 225: Spanish Fort - Stockton
- Alabama State Route 227
- Alabama State Route 229: Millstead - Tallassee
- Alabama State Route 233
- Alabama State Route 235
- Alabama State Route 237
- Alabama State Route 239
- Alabama State Route 241
- Alabama State Route 243
- Alabama State Route 245
- Alabama State Route 247
- Alabama State Route 248
- Alabama State Route 249
- Alabama State Route 251
- Alabama State Route 253
- Alabama State Route 255: Redstone Arsenal - Huntsville
- Alabama State Route 257
- Alabama State Route 259
- Alabama State Route 261
- Alabama State Route 263: Greenville - Braggs
- Alabama State Route 265
- Alabama State Route 269
- Alabama State Route 271
- Alabama State Route 273
- Alabama State Route 275
- Alabama State Route 277
- Alabama State Route 279
- Alabama State Route 281: Talladega National Forest - Heflin
- Alabama State Route 283
- Alabama State Route 285
- Alabama State Route 287: Bay Minette - Bay Minette
- Alabama State Route 289
- Alabama State Route 291
- Alabama State Route 293
- Alabama State Route 295
- Alabama State Route 297
- Alabama State Route 605
- Alabama State Route 759

### Geplante Strecken
- Alabama State Route 959

### Außer Dienst gestellte Strecken
- Alabama State Route 58
- Alabama State Route 112
- Alabama State Route 121
- Alabama State Route 190
- Alabama State Route 194
- Alabama State Route 206
- Alabama State Route 209
- Alabama State Route 267
- Alabama State Route 299
- Alabama State Route 604

## Interstates
- Interstate 10
- Interstate 20
- Interstate 22
- Interstate 59
- Interstate 65
- Interstate 85
- Interstate 165
- Interstate 222 (geplant)
- Interstate 359
- Interstate 422 (geplant)
- Interstate 459
- Interstate 565
- Interstate 685 (geplant)
- Interstate 759

## U.S. Highways
- U.S. Highway 11
- U.S. Highway 29
- U.S. Highway 31
- U.S. Highway 43
- U.S. Highway 45
- U.S. Highway 72
- U.S. Highway 72 Alternate
- U.S. Highway 78
- U.S. Highway 80
- U.S. Highway 82
- U.S. Highway 84
- U.S. Highway 90
- U.S. Highway 98
- U.S. Highway 231
- U.S. Highway 278
- U.S. Highway 280
- U.S. Highway 331
- U.S. Highway 411
- U.S. Highway 431